# Eupanacra hamiltoni
Eupanacra hamiltoni är en fjärilsart som beskrevs av Rothschild 1894. Eupanacra hamiltoni ingår i släktet Eupanacra och familjen svärmare. Inga underarter finns listade i Catalogue of Life.